# Дренград
Дренград (археолошки локалитет Кале) је археолошки локалитет у селу Бреговина (општина Прокупље), који припада категорији споменика културе од великог значаја, уписан у централни регистар 1983. године. Припада комплексу рановизантијских утврђења, која су подигнута у околини Царичиног града. Претпоставља се да је 4. век време градње овог утврђеног насеља са базиликом.
Насеље је утврђено са два појаса бедема, унутар којих су се налазили акропољ и градско подручје.

## Базилика
Базилика је тробродна, фрескама украшена и детаљно је истражена. Зидови базилике су конзервирани 1957. и 1958. године, али су касније уништени због изградње локалног пута. Била је димензија 23x13 m и налазила се у североисточном делу акропоља између бедема и угаоне полукружне куле.
У нартексу су се налазили ђаконикон и протезис. Наос је подељен на три брода каменим стубовима. У презвитеријуму нађени су фрагменти зидног стакленог мозаика. На мермерној плочи надвратника и на намештају откривени су делови два латинска натписа. Трећи откривени натпис је фрагменат фреско-натписа.